# سلیم طوقی کوچک

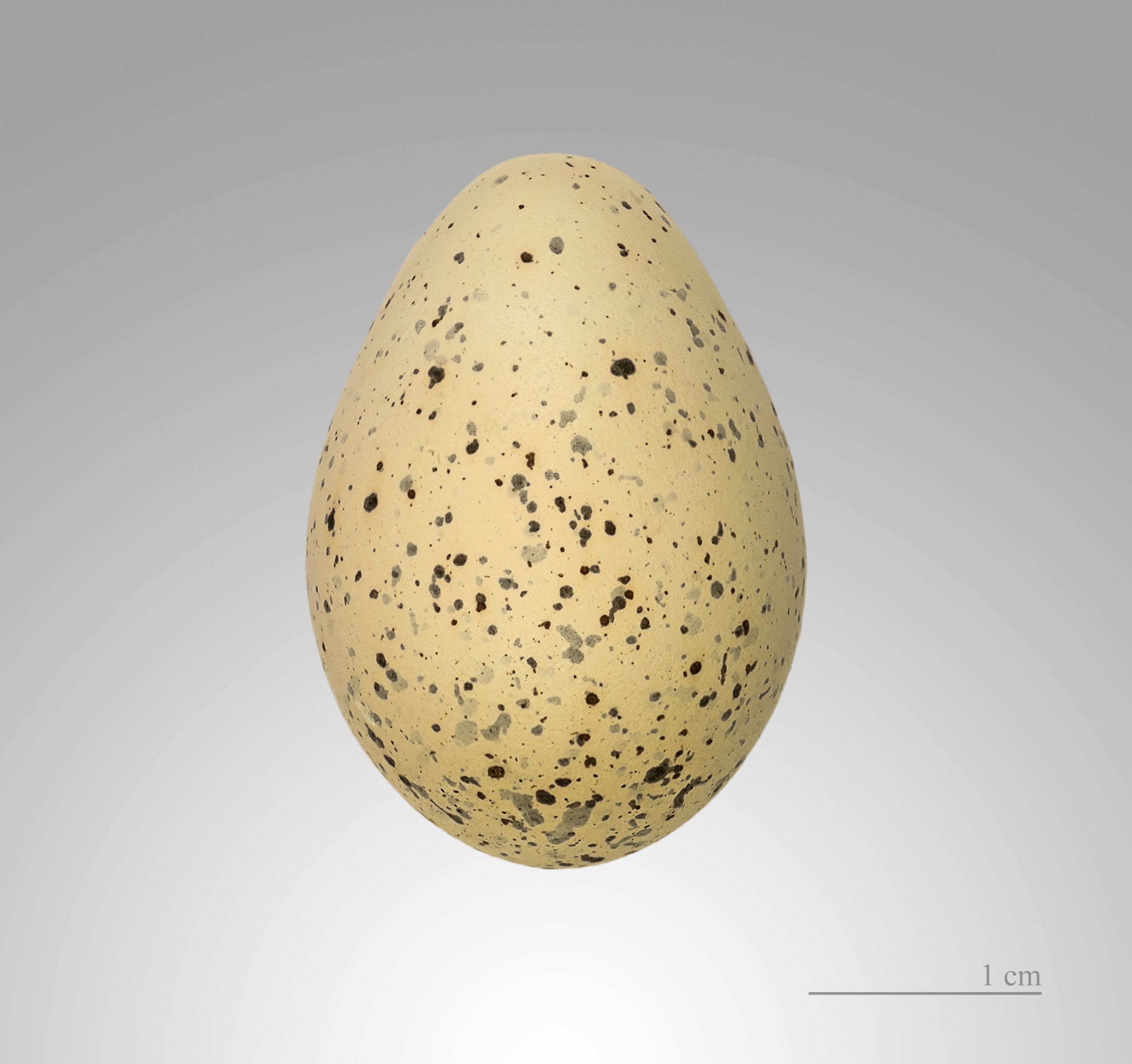
Charadrius dubius

سلیم طوقی کوچک (نام علمی: Charadrius dubius) نام یک گونه از سرده سلیم‌های طوق‌دار است. اندازه آن ۱۵ سانتی‌متر؛ شبیه سلیم طوقی بزرگ، ولی کوچک‌تر از آن است، با این تفاوت که نوار بالی سفید را ندارد، پاهایش گوشتی رنگ یا تقریباً زرد است (نه نارنجی – ولی وقتی به گل آلوده است رنگ آن تشخیص داده نمی‌شود)، و خط سفیدی در بالای نوار سیاه پیشانی آن دیده می‌شود. صدا و زیستگاهش نیز با سلیم طوقی بزرگ فرقی ندارد. از فاصله نزدیک حلقه چشمی زردش را می‌توان دید. پرنده نابالغ طوق سینه‌ای قهوه‌ای رنگی دارد که کامل نیست و در نتیجه شبیه سلیم پاسیاه کوچک به‌نظر می‌آید ولی پاهای گوشتی کمرنگ، و فقدان نوار بالی سفید آن را مشخص می سازد.

## زیستگاه
در مجاورت آب‌های شیرین و بخصوص در روی جزیره‌های شنی وسط رودخانه‌ها. در زمستان در سواحل دریا دیده می‌شود. اغلب در کرانه‌های شنی یا ماسه‌ای آب‌های داخل خشکی و به‌طور استثنایی در ساحل دریا زادوولد می‌کند.

## پراکندگی
سلیم طوقی کوچک از جمله پرندگانی است که تابستان‌ها از پراکندگی فراوانی برخوردار بوده و نیز در حال حاضر از وضعیت مناسب پراکندگی در مناطق مختص به خود برخوردار است. تعداد قابل توجه‌ای از آن‌ها را می‌توان در تالاب مهارلو دید.

## پیوندهای بیرونی
سلیم طوقی کوچک تصاویر از سایت پرنده نگری در ایران